# Кубок Фінляндії з футболу 2023
Кубок Фінляндії з футболу 2023 — 69-й розіграш кубкового футбольного турніру в Фінляндії. Вчетверте титул здобув Ільвес.

## Календар
| Раунд            | Дата                        | Матчі | Клуби        |
| ---------------- | --------------------------- | ----- | ------------ |
| Попередній раунд | 17 лютого – 12 березня 2023 | 33    | 66 → 33 +215 |
| Перший раунд     | 17 лютого – 21 березня 2023 | 124   | 248 → 124    |
| Другий раунд     | 19 березня – 10 квітня 2023 | 62    | 124 →62 +46  |
| Третій раунд     | 26 квітня – 15 травня 2023  | 54    | 108 → 54 +2  |
| Четвертий раунд  | 16–22 травня 2023           | 28    | 56 → 28 +4   |
| 1/16 фіналу      | 30 травня – 1 червня 2023   | 16    | 32 → 16      |
| 1/8 фіналу       | 21–22 червня 2023           | 8     | 16 → 8       |
| 1/4 фіналу       | 5 липня 2023                | 4     | 8 → 4        |
| 1/2 фіналу       | 23 серпня 2023              | 2     | 4 → 2        |
| Фінал            | 30 вересня 2023             | 1     | 2 → 1        |

## 1/8 фіналу
| Команда 1      | Рахунок         | Команда 2          |
| -------------- | --------------- | ------------------ |
| 21 червня 2023 |                 |                    |
| Гонка          | 5:1             | Гонка/Акатемія (3) |
| СалПа (2)      | 0:0 дч пен. 4:2 | Інтер (Турку)      |
| КТП            | 3:0             | Екенес (2)         |
| 22 червня 2023 |                 |                    |
| КуПС           | 1:0             | ГІФК (2)           |
| АС Оулу        | 0:0 дч пен. 3:2 | ВПС                |
| Ільвес         | 4:1             | КПВ (2)            |
| ВІФК (3)       | 0:1             | Марієгамн          |
| ВЯС (4)        | 2:1             | П-Іірот (3)        |

## 1/4 фіналу
| Команда 1    | Рахунок         | Команда 2 |
| ------------ | --------------- | --------- |
| 5 липня 2023 |                 |           |
| СалПа (2)    | 1:3             | Гонка     |
| КТП          | 1:2             | АС Оулу   |
| Марієгамн    | 1:1 дч пен. 5:4 | КуПС      |
| ВЯС (4)      | 0:4             | Ільвес    |

## 1/2 фіналу
| Команда 1      | Рахунок | Команда 2 |
| -------------- | ------- | --------- |
| 23 серпня 2023 |         |           |
| Гонка          | 1:0     | Марієгамн |
| Ільвес         | 1:0     | АС Оулу   |

## Фінал
| 30 вересня 2023 14:00 (EEST) |

| Гонка    | 1:2      | Ільвес                            |
| -------- | -------- | --------------------------------- |
| Лайне 8' | Протокол | Мієттунен 15' Парфітт-Вільямс 27' |

| Олімпійський стадіон, Гельсінкі Глядачів: 4 431 Арбітр: Йоні Хюютія |